# Sardy

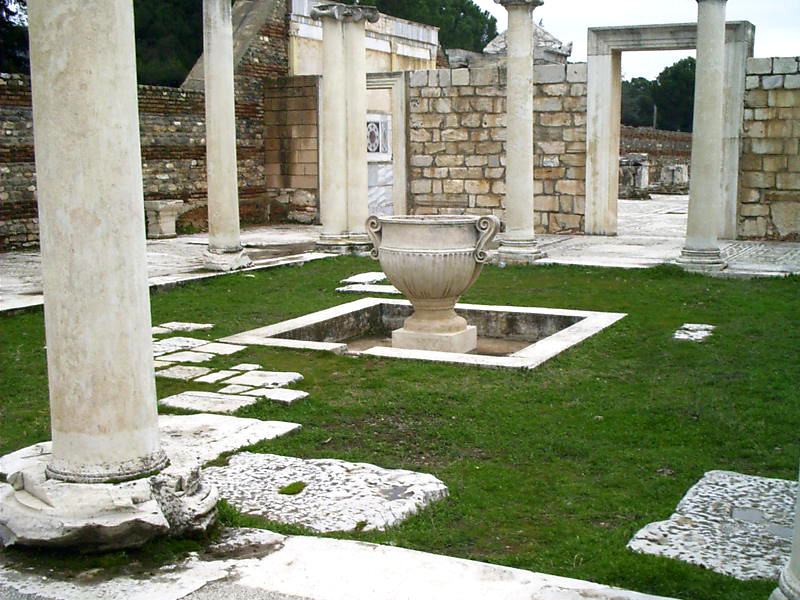
Pozůstatky synagogy

Sardy (lýdsky Sfard, řecky Σάρδεις, staropersky Sparda), dnes Sart, je zaniklé město na západě Malé Asie v dnešním Turecku, které leželo v údolí řeky Hermos při úpatí horstva Tmolos. Ve starověku bylo hlavním městem lýdské říše, později sídlem perské satrapie a římské a byzantské provinciální správy. Jeho trosky se nacházejí asi dvacet kilometrů od stotisícové turecké aglomerace Salihli v provincii Manisa.

## Bájné počátky
Podle Hérodota založili Sardy příslušníci lýdské dynastie Héraklovců, kteří odvozovali svůj původ od legendárního hrdiny Hérakla; o vlastní podobě města se však z Hérodotova výkladu nedozvídáme téměř nic. Kolem roku 680 př. n. l. byl lýdský král Kandaulés, zvaný též Myrsilos, zavražděn svým osobním strážcem Gýgem, jenž založil novou dynastii. Důvodem Gýgova převratu byla prý královna – Gýgés totiž v úkrytu tajně pozoroval její krásu, a když to královna zjistila, rozhořčeně mu dala na výběr: buď na místě zemřít, nebo zabít jejího manžela a vzít si ji za ženu. Za Gýga již byly Sardy bezpečně hlavním městem Lýdie.

## Vývoj v historické době
Dnešní badatelé se někdy domnívají, že Sardy existovaly pod názvem Uda již v chetitské době a za Héraklovců se zprvu jmenovaly  Hydé, většinou se však přijímá pozdější založení města. Od Gýgova příchodu k moci zde více než sto třicet let sídlila jím založená dynastie Mermnovců, která v polovině 6. století př. n. l. ovládala celou západní část Malé Asie včetně řady řeckých obcí. Tehdy byly Sardy střediskem jedné z mocností starověkého Předního východu.
Poslední lýdský král Kroisos byl v roce 547 př. n. l. poražen perským velkokrálem Kýrem II., čímž se Sardy dostaly do područí Peršanů. Nejpozději od vlády Dareia I. byly centrem satrapie Lýdie, kterou velmi často spravovaly osoby spřízněné s vládnoucím achaimenovským rodem. Město se stalo výchozím bodem proslulé královské cesty – komunikace dlouhé 2500 km, která spojovala Malou Asii s íránským jádrem perské říše. Během iónského povstání vypálili Sardy i s místním chrámem v roce 499/498 př. n. l. vzbouření Řekové.
Význam města však zůstal po celou dobu perské vlády nedotčen a škody z dob řecko-perských válek byly rychle odstraněny. Sardský satrapa Tissafernés, ve funkci asi od roku 413 př. n. l., podporoval za peloponéské války Sparťany a později pomáhal potlačit vzpouru perského prince Kýra Mladšího proti Artaxerxovi II. Po bitvě na Gráníku přešly Sardy pod nadvládu nově vznikající říše Alexandra Velikého.
Za Seleukovců byli ve městě usídleni židovští veteráni, což mělo později vliv na rychlý vznik křesťanské obce; zároveň došlo k přeměně města na typickou řeckou polis. Roku 133 př. n. l. se stali novými pány kraje Římané, kteří Sardy začlenili do své provincie Asia.
Další rozvoj města značně poznamenalo ničivé zemětřesení v roce 17 n. l., které prakticky srovnalo se zemí původní zástavbu. Císař Tiberius v reakci na to osvobodil obyvatele na pět let od daní a z vlastních prostředků věnoval 10 milionů sesterciů na rekonstrukci – z tohoto důvodu je většina dnešních trosek římského, nikoli řeckého, popř. lýdského původu.
V období dominátu získaly Sardy statut hlavního města nově utvořené provincie Lydia a jako sídlo biskupství měly i jistý duchovní význam. Přesto nyní nastala epocha pozvolného úpadku, spojená se snižováním počtu obyvatel, a nic na tom nezměnil fakt, že ještě v 10. století jsou Sardy uváděny jako třetí nejvýznamnější byzantské město v regionu po Efesu a Smyrně. Konečnou ránu zasadili upadající aglomeraci v 11.–15. století Seldžukové spolu Tímúrem Lenkem.

## Novodobý průzkum
Až do 19. století byla oblast starověkého města pustá a ruiny budov z římské doby byly dobře patrné. Od roku 1958 podniká americká Harvardova univerzita pravidelné vykopávky spojené s restaurováním některých objektů. Tímto způsobem se podařilo zachránit před rozpadem např. místní gymnasion ze 3. století n. l. či synagogu s podlahou bohatě zdobenou mozaikami.

## Obrazová galerie

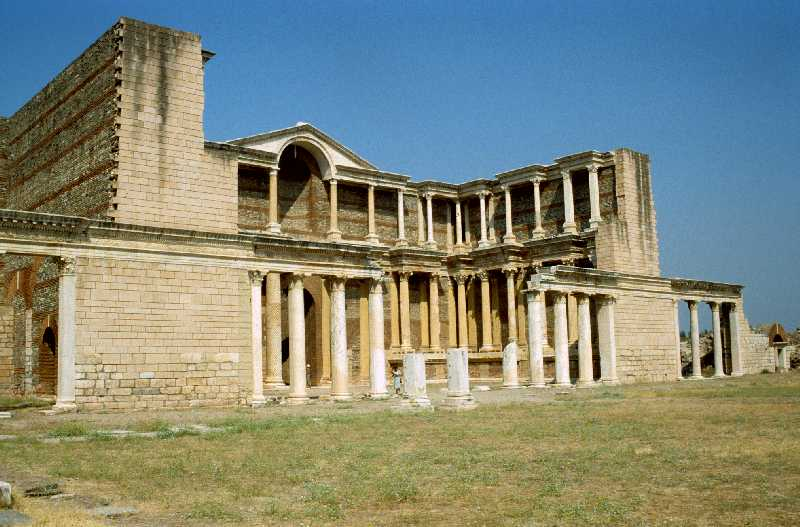
Gymnasion
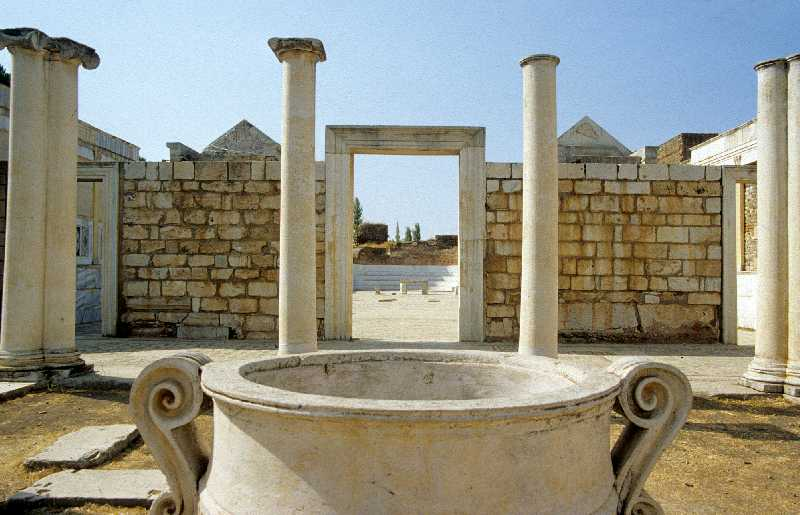
Synagoga
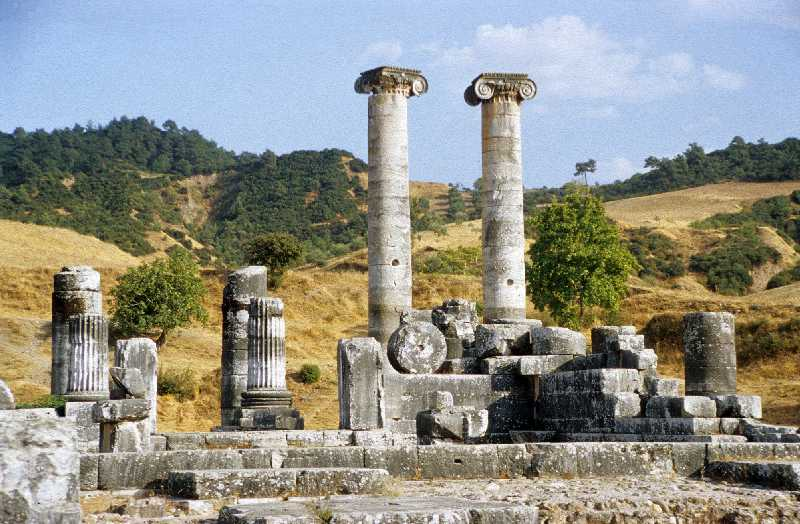
Artemidin chrám